# Nabiners
Nabiners (hiszp. Navines) – opuszczona miejscowość w Hiszpanii, w Katalonii, w prowincji Lleida, w comarce Alt Urgell, w gminie Ribera d’Urgellet.
Według danych INE w latach 2000–2020 w miejscowości nie zamieszkiwała ani jedna osoba.